# Barranc de les Llastres
El Barranc de les Llastres, és un barranc que discorre del tot dins del terme municipal de la Vall de Boí, a la comarca de l'Alta Ribagorça, i dins el Parc Nacional d'Aigüestortes i Estany de Sant Maurici.
«El nom potser derivi d'una llegenda que parla d'una dona morta en aquesta zona a causa del fred.».
És afluent per la dreta del Riuet d'Estany Negre. Situat en la Capçalera de Caldes, té el naixement a 2.224,5 metres, en l'estanyet sud-occidental del Pletiu de Travessani. El seu curs serpenteja cap al sud-oest, travessant les Llastres de la Morta, i creant meandres en el seu tram final en la zona central del Pletiu de Riumalo a 1.857 metres, on desemboca.